# Hypno (Film)
Hypno (englischer Originaltitel Night of the Eagle) ist ein in Schwarzweiß gedrehter britischer Horrorfilm aus dem Jahre 1962 von Sidney Hayers. Er basiert auf dem 1943 erstmals veröffentlichten Roman Conjure Wife (dt. Spielball der Hexen, später Hexenvolk) von Fritz Leiber.
Ein Psychologieprofessor und seine Frau werden das Ziel einer Reihe von Angriffen, die erst seine berufliche Karriere, dann beider Leben bedrohen. Gegen seine Überzeugungen sieht er sich gezwungen, nicht nur übernatürliche Phänomene zu akzeptieren, sondern auch von okkultistischen Praktiken Gebrauch zu machen.

## Handlung
Norman Taylor, Professor für Psychologie an einer englischen Universität, entdeckt, dass seine Frau Tansy Hexerei praktiziert. Tansy beharrt darauf, dass ihre Praktiken nicht nur seine Karriere begünstigt, sondern auch die Angriffe von Neidern aus den Reihen seiner Kollegen abgewehrt hätten, denn Taylor ist der jüngste unter den Lehrkräften und von außerhalb zugezogen. Taylor, ein überzeugter Rationalist und erklärter Gegner jeglicher Art von Aberglauben, zwingt sie, alle Kultgegenstände im Haus einzusammeln und zu verbrennen.
Schon kurze Zeit später wendet sich das Schicksal gegen Taylor: Eine Studentin bezichtigt ihn der Vergewaltigung, ihr Freund bedroht ihn, und eine unsichtbare Macht versucht in das Haus der Taylors einzudringen. Tansy will ihr Leben für das ihres Mannes opfern und versucht sich zu ertränken. Gegen seine Überzeugung wendet Taylor schwarze Magie an, um seine Frau zu retten. Kurz darauf kehrt Tansy im Trancezustand zu ihm zurück. Später greift sie ihn mit einem Messer an, doch Taylor kann sie entwaffnen und sperrt sie im Haus ein. Tansys hinkender Gang während des Angriffs gibt ihm einen Hinweis, wo er den Verursacher der Zwischenfälle suchen muss. Er enttarnt die gehbehinderte Flora Carr, Sekretärin der Universität, als Drahtzieherin, die sich für Taylors auf Kosten ihres Mannes erfolgte Beförderung rächen will. Flora lässt das Haus der Taylors, in dem Tansy immer noch eingeschlossen ist, in Flammen aufgehen. Dann erweckt sie mittels einer ritualistischen Tonbandaufnahme den steinernen Adler, der auf dem Eingang des Universitätsgebäudes thront, zum Leben, um Taylor zu vernichten. Floras Ehemann erscheint im Büro und stoppt das Tonband. Tansy kann aus dem brennenden Haus entkommen, und der Adler verschwindet. Als Flora das Universitätsgelände verlässt, passiert sie den wieder unbeweglich an seinem Platz stehenden steinernen Adler. Die Statue stürzt vom Podest, begräbt Flora unter sich und tötet sie auf der Stelle.

## Hintergrund
Fritz Leibers Conjure Wife erschien (in kürzerer Form) 1943 als Fortsetzungsroman im Magazin Unknown und 1953 als eigenständige Romanpublikation. Sidney Hayers’ Verfilmung verlegte den Schauplatz der Handlung vom amerikanischen Neuengland ins ländliche Großbritannien. Die Filme Weird Woman (1944, mit Lon Chaney junior) and Witches' Brew (1979, mit Teri Garr, Richard Benjamin, und Lana Turner) basierten ebenfalls auf Conjure Wife.
Alle drei Drehbuchautoren von Hypno waren profilierte Autoren für Film- und Fernsehstoffe mit dem Schwerpunkt auf Horror, Mystery und Science-Fiction. Charles Beaumont und Richard Matheson adaptierten wiederholt Werke von Edgar Allan Poe und H. P. Lovecraft für die Leinwand.
Hypno startete im Mai 1962 in den britischen Kinos. In der BRD lief der Film am 29. November 1963 an. Anders als in der BRD, wo Hypno von der FSK für Jugendliche ab 16 freigegeben wurde (mit der Einschränkung „nicht feiertagsfrei“), erhielt der Film im Ursprungsland Großbritannien vom British Board of Film Classification ein „X“ (absolutes Jugendverbot). – In den USA startete der Film unter dem Titel Burn, Witch, Burn! am 25. April 1962.

## Thematik
Hexerei war ein wiederkehrendes Thema im Horrorfilm, wenngleich zumeist in Kombination mit den Mythen um Mischwesen (Cat People, The Wolf Man) oder dem Voodookult (White Zombie, I Walked with a Zombie).
Hypno zeigt den Gebrauch von Hexerei oder schwarzer Magie in einem alltäglichen Umfeld und stellt ihn einem rationalistischen Weltbild gegenüber, das im Zuge der Handlung ins Wanken gerät. Jacques Tourneurs Night of the Demon (mit dem William K. Everson Hypno verglich, wobei er Hypno schwächer bewertete) arbeitet auf ähnliche Weise.

## Rezeption
Die New York Times bezeichnete Hypno als den „wirkungsvollsten übernatürlichen Thriller seit Village of the Damned“ und „besten Gänsehautgaranten über Hexerei seit I Walked with a Zombie“.
Filmhistoriker William K. Everson bewertete Hypno zwar unter anderem wegen der wenig überraschenden Auflösung kritisch, lobte aber die Geschichte als solches und Janet Blairs Darstellung.
Jonathan Rosenbaum vom Chicago Reader verglich den Film mit den Filmen von Val Lewton, und David Pirie vom Magazin Time Out siedelte Hayers' ausschmückende Regie sogar in der Nähe zu Orson Welles an.
Autor S. T. Joshi hob besonders die realistische Darstellung der Universitätsinterna hervor.
Das Lexikon des internationalen Films urteilte: „Unter den Horrorfilmen der 60er Jahre, in denen Hexerei und Geisterspuk den fantastischen Ton angeben, eine nur knapp den Durchschnitt übertreffende Arbeit.“
1963 wurde Hypno für den Hugo Award in der Sparte „Best Dramatic Presentation“ nominiert.

## Veröffentlichungen
Aktuell (2011) ist Hypno in Großbritannien als Night of the Eagle und in den USA als Burn, Witch, Burn! auf DVD erhältlich. Bei der amerikanischen Ausgabe handelt es sich um eine so genannte „On demand“-DVD-R.
Nicht mehr erhältlich sind die amerikanischen Veröffentlichungen auf Laserdisc und VHS-Video, beide unter dem Titel Burn, Witch, Burn!, die britische DVD-Box namens Horror Classics, bestehend aus The Masque of the Red Death, Night of the Eagle und Zoltan, Hound of Dracula, sowie das britische VHS-Video von Night of the Eagle.